# Fuck Love
Singles par XXXTentacion
Roll in Peace
(2017) Sad!
(2018)
Singles par Trippie Redd
18
(2018) High
(2018)
Fuck Love (censuré comme F Love, F**k Love ou simplement Love) est un single du rappeur américain XXXTentacion en featuring avec Trippie Redd et est tirée de l'album 17 (2017). La chanson est sortie un jour avant la sortie de l'album, le 24 août 2017 avant d'être envoyé à la radio rythmique le 23 janvier 2018.

## Performance commerciale
La chanson entre à la place numéro 41 du Billboard Hot 100 américain et atteint la place numéro 28 après la mort de XXXTentacion. En mars 2019, Fuck Love devient la chanson la plus écoutée jamais réalisée sur la plateforme de streaming SoundCloud, avec 206 millions de streams.

## Personnel
- XXXTentacion – artiste principal, auteur-compositeur
- Trippie Redd - artiste vedette, auteur-compositeur
- Taz Taylor – producteur
- Nick Mira - producteur, auteur-compositeur
- Dex Duncan - producteur
- Koen Heldens – ingénieur mixage